# Юпитер (Салават)
Юпитер — микрорайон города Салавата в Башкортостане, Россия. Упразднённый посёлок Мелеузовского района, включенный в состав Салавата в 1994 году.

## География
Находится на берегу реки Белой.

## История
Основано в 1920-х годах на территории Стерлитамакского кантона.
С 1957 в составе г. Стерлитамак.
Входил к 1994 году в Салаватский сельсовет.
Вошёл в состав города официально согласно Указу Президиума ВС РБ от 16.12.94 N 6-2/190 (ред. от 21.06.2006) «Об исключении из административно-территориального устройства Зирганского поссовета Мелеузовского района поселков Желанный и Юпитер»

## Население
В 1939—165; 1959—168 человек.

## Инфраструктура
В 1925 учтено 11 дворов.